# Otterville (Illinois)
Otterville è un comune degli Stati Uniti d'America, situato nello Stato dell'Illinois, nella contea di Jersey.